# Pisoniamyia armeniae
Pisoniamyia armeniae är en tvåvingeart som beskrevs av Edwin Möhn 1960. Pisoniamyia armeniae ingår i släktet Pisoniamyia och familjen gallmyggor.
Artens utbredningsområde är El Salvador. Inga underarter finns listade i Catalogue of Life.